# ユースホステル土樽山荘
ユースホステル土樽山荘（ユースホステルつちたるさんそう）は、日本ユースホステル協会に加盟していた新潟県湯沢町のユースホステル。
土樽駅の南側至近にあり、谷川連峰を目指す登山家が利用した。土樽スキー場が近く、スキー板やスノーボードのレンタルもしていた。木造の2階建で1988年に休館して改築している。冒険家の伊藤周左エ門が経営してた。2009年4月10日付を以ってユースホステルとしての契約を解除し、閉館した。

## 設備
以下は閉館時の設備の状況である。
- グループで一室利用可
- 余裕があればグループで一室利用可
- 駐車場あり
- 荷物預かりあり
- 周辺に温泉あり

## 定期休館
- 4月5日 - 4月24日
- 11月5日 - 11月24日

## アクセス
- JR上越線土樽駅下車徒歩5分

土樽駅の下りホームの一部に柵がない箇所があり、土樽スキー場やユースホステルへの近道となっていた。